# Vernet-la-Varenne
Vernet-la-Varenne is een plaats en voormalige gemeente in het Franse departement Puy-de-Dôme in de regio Auvergne-Rhône-Alpes en telt 609 inwoners (1999). De plaats maakt deel uit van het arrondissement Issoire.

## Geschiedenis
Vernet-la-Varenne is op 1 januari 2019 gefuseerd met de gemeente Chaméane tot de gemeente Le Vernet-Chaméane. 

## Geografie
De oppervlakte van Vernet-la-Varenne bedraagt 35,7 km², de bevolkingsdichtheid is 17,1 inwoners per km².
De onderstaande kaart toont de ligging van Vernet-la-Varenne met de belangrijkste infrastructuur en aangrenzende gemeenten.

## Demografie
Onderstaande figuur toont het verloop van het inwonertal.